# Kampfgeschwader 4
A Kampfgeschwader 4 foi uma unidade da Luftwaffe que esteve em operação durante a Segunda Guerra Mundial, sendo dispensada próximo do término desta.

## Geschwaderkommodoren
| Comandante                   | Data                                        |
| ---------------------------- | ------------------------------------------- |
| Oberst Martin Fiebig         | 1 de setembro de 1939 - 10 de maio de 1940  |
| Oberst Hans-Joachim Rath     | 30 de maio de 1940 - junho de 1942          |
| Oberst Dr. Gottlieb Wolff    | 16 de junho de 1942 - 11 de janeiro de 1943 |
| Obstlt Heinz-Joachim Schmidt | 12 de janeiro de 1943 - 9 de maio de 1943   |
| Obstlt Werner Klosinski      | 10 de maio de 1943 - dezembro de 1944       |
| Major Reinhard Graubner      | 4 de dezembro de 1944 - 8 de maio de 1945   |

## I. Gruppe

### Gruppenkommandeure
| Obstlt Nikolaus-Wolfgang Maier    | 1 de maio de 1939 - 24 de novembro de 1939     |
| Obstlt Hans-Joachim Rath          | 24 de novembro de 1939 - 30 de maio de 1940    |
| Maj Hans von Ploetz               | 5 de junho de 1940 - 1 de julho de 1940        |
| Maj Meissner                      | 9 de julho de 1940 - 14 de dezembro de 1940    |
| Maj Schult                        | 14 de dezembro de 1940 - 28 de janeiro de 1941 |
| Hptm Klaus Nöske                  | 28 de janeiro de 1941 - 18 de maio de 1941     |
| Maj von Groddeck                  | 18 de março de 1941 - 8 de julho de 1941       |
| Maj Klaus Nöske                   | 8 de julho de 1941 - 31 de dezembro de 1941    |
| Maj Alewyn]]                      | 4 de janeiro de 1942 - 21 de março de 1942     |
| Hptm Helmuth Boltze               | 26 de março de 1942 - 20 de setembro de 1942   |
| Maj Wolf Wetterer                 | 21 de setembro de 1942 - 1 de junho de 1943    |
| Hptm Hans-Gotthelf von Kalckreuth | 1 de junho de 1943 - 21 de outubro de 1943     |
| Maj Hansgeorg Bätcher             | 21 de outubro de 1943 - 24 de março de 1944    |
| Maj Ernst Göpel                   | 24 de março de 1944 - fevereiro de 1945        |
| Hptm Rolf Rannersmann             | fevereiro de 1945 - 8 de maio de 1945          |

## II. Gruppe

### Gruppenkommandeure
| Obstlt Wolfgang Erdmann              | 1 de maio de 1939 - 30 de setembro de 1939     |
| Maj Dietrich Freiherr von Massenbach | 1 de outubro de 1939 - junho de 1940           |
| Obstlt Dr. Gottlieb Wolff            | 3 de julho de 1940 - 15 de junho de 1942       |
| Maj Rolf Samson Himmelstjerna        | julho de 1942 - 23 de setembro de 1942         |
| Maj Karl von Knauer                  | 23 de setembro de 1942 - 15 de outubro de 1942 |
| Obstlt Heinz-Joachim Schmidt         | 18 de outubro de 1942 - 11 de janeiro de 1943  |
| Maj Reinhard Graubner                | 30 de janeiro de 1943 - 1 de julho de 1944     |
| Maj Carl-Otto Hesse                  | 1 de julho de 1944 - 8 de maio de 1945         |

## III. Gruppe

### Gruppenkommandeure
| Maj Evers                      | 1 de maio de 1939 - dezembro de 1939            |
| Maj Neudörffer                 | dezembro de 1939 - abril de 1940                |
| Maj Erich Bloedorn             | 19 de junho de 1940 - 15 de outubro de 1940     |
| Maj Wolfgang Bühring           | 3 de fevereiro de 1941 - 25 de novembro de 1941 |
| Hptm Hermann Kühl              | 25 de novembro de 1941 - 22 de julho de 42      |
| Maj Wolfgang Queisner          | 31 de julho de 1942 - 5 de setembro de 1942     |
| Maj Werner Klosinski           | 6 de setembro de 1942 - 1 de maio de 1943       |
| Maj Kurt Neumann               | 20 de maio de 1942 - fevereiro de 1944          |
| Maj Ernst Dieter von Tellemann | março de 1944 - junho de 1944                   |
| Maj Reinhard Graubner          | 2 de julho de 1944 - 4 de dezembro de 1944      |
| Maj Herbert von Kruska         | 5 de dezembro de 1944 - 8 de maio de 1945       |

## IV. (Erg.) Gruppe

### Gruppenkommandeure
| Maj Karl-Gerd Roth | 18 de junho de 1940 - 17 de junho de 1943  |
| Maj Karl Alber     | 19 de junho de 1943 - 15 de agosto de 1944 |